# ریکی (بازیکن فوتبال، زاده ۱۹۸۰)
ریکی (انگلیسی: Riki؛ زادهٔ ۱۱ اوت ۱۹۸۰) بازیکن فوتبال اهل اسپانیا است.
از باشگاه‌هایی که در آن بازی کرده‌است می‌توان به باشگاه فوتبال رئال مادرید سی، باشگاه فوتبال اتلتیکو مادرید، باشگاه فوتبال رئال مادرید، باشگاه فوتبال رئال مادرید کاستیا، باشگاه فوتبال دپورتیوو لاکرونیا، باشگاه فوتبال ختافه، و باشگاه فوتبال گرانادا اشاره کرد.